# Jean-Paul Kingsley
Jean-Paul Kingsley est un acteur québécois né à Viauville (Montréal) le 26 janvier 1914 et mort à Montréal le 15 avril 2005 . 

## Biographie
Jean-Paul Kingsley est surtout connu pour avoir interprété le Christ à plus de 1200 reprises entre 1933 et 1961 (dont 800 fois dans Jésus, fils de Marie de Paul Gury). 
Mais il participe aussi à près d'une trentaine de feuilletons radiophoniques (dont Jeunesse dorée), à quelques téléromans et au film Cœur de maman.
En 1994 il publie son autobiographie Le Théâtre de l'oubli dont il dédie la première copie à son arrière-petit-fils, Yannick Kingsley, né la même année.

## Télévision et cinéma
- 1953 : Cœur de maman : Joseph
- 1953-1959 : Les Plouffe (série télévisée)
- 1957-1961 : La Pension Velder (série télévisée)
- 1959-1961 : En haut de la pente douce (série télévisée)
- 1978 : Duplessis (série télévisée)
- 1979-1982 : Les Brillant (série télévisée) : Féréol Brillant
- 1987-1989 : Semi-détaché (série télévisée) : Octave Brouillette

## Source
- Dictionnaire des artistes du théâtre québécois, Cahier de théâtre Jeu, 2008, p. 213